# フィディオン
フィディオン（Fidion、1972年5月26日 - 没年不明）は、フランス生産の競走馬、種牡馬。1974年から1975年にかけておもにフランスで走ったのち、1976年に種牡馬として日本に輸入され、菊花賞と有馬記念に優勝したメジロデュレンなど中央競馬で4頭、地方競馬で1頭の重賞勝利馬を輩出した。

## 経歴
1973年にドーヴィルで開催されたセリ市に上場され、当時フランスに滞在騎乗していた騎手の野平祐二に7万5000フラン（約500万円。当時）で落札された。馬主はシンボリ牧場の和田共弘が中心となって結成された「日本ホースマンクラブ」で、野平はその代理人であった。
1974年にサンクルー競馬場でデビューし、初戦の4着を経て2戦目で初勝利。3戦目のG3競走・トーマスブリヨン賞では後方待機から直線で追い込み、半馬身差の2着となる。翌1975年は緒戦を6着、G2競走のノアイユ賞を3着としてイギリスに渡り、ダービーステークスに出走したがグランディの8着と敗れた。フランスに戻ったのちボワルセル賞を圧勝、続くG1競走のサンクルー大賞で人気を集めたが大敗し、これを最後に競走生活から退いた。
1976年に日本へ輸入され、日本ホースマンクラブの一員である北野豊吉が経営するメジロ牧場に繋養されたが、非常な暴れ馬で2名に怪我を負わせ、扱いかねたことから門別町の牧場に移された。1983年に産駒ブライトシンボリがステイヤーズステークスに優勝。その後もメジロトーマスが2重賞を制したほか天皇賞（春）や宝塚記念で2着といった成績を挙げ、1986年にはメジロデュレンがGI競走の菊花賞に優勝。同馬はまた1987年にグランプリ競走・有馬記念も制覇した。競走実績に乏しいステイヤー（長距離向き）血統であったことから当初人気がなかったが、この頃には50頭程度の交配相手を集める人気種牡馬となった。
1991年10月10日をもって種牡馬から用途変更されており、没年は不明である。

## 主な産駒
中央競馬重賞勝利馬
- ブライトシンボリ（1980年産 1983年ステイヤーズステークス）
- メジロトーマス（1981年産 1985年金杯・西、京都記念）
- メジロデュレン（1983年産 1986年菊花賞 1987年有馬記念）
- メジロボアール（1983年産 1986年阪神大賞典）

地方競馬重賞勝利馬
- ヒデノデュレン（1988年産 1991年東海菊花賞、ゴールド争覇）

主なブルードメアサイアー（母の父）産駒
- メジロモントレー（父モガミ、母メジロクインシー 1989年クイーンステークス 1990年金杯・東、アルゼンチン共和国杯 1991年アメリカジョッキークラブカップ）

## 血統表
| フィディオンの血統（テディ系/5代内アウトブリード） | フィディオンの血統（テディ系/5代内アウトブリード） | フィディオンの血統（テディ系/5代内アウトブリード） | （血統表の出典） | （血統表の出典） |
| 父 Djakao 1966 鹿毛 フランス                       | 父の父Tanerko 1953 黒鹿毛 フランス                 | Tantieme                                           | Deux-Pour-Cent   | Deux-Pour-Cent   |
| 父 Djakao 1966 鹿毛 フランス                       | 父の父Tanerko 1953 黒鹿毛 フランス                 | Tantieme                                           | Terka            |                  |
| 父 Djakao 1966 鹿毛 フランス                       | 父の父Tanerko 1953 黒鹿毛 フランス                 | La Divine                                          | Fair Copy        | Fair Copy        |
| 父 Djakao 1966 鹿毛 フランス                       | 父の父Tanerko 1953 黒鹿毛 フランス                 | La Divine                                          | La Diva          |                  |
| 父 Djakao 1966 鹿毛 フランス                       | 父の母Diagonale 1959 栗毛 フランス                 | Ribot                                              | Tenerani         | Tenerani         |
| 父 Djakao 1966 鹿毛 フランス                       | 父の母Diagonale 1959 栗毛 フランス                 | Ribot                                              | Romanella        |                  |
| 父 Djakao 1966 鹿毛 フランス                       | 父の母Diagonale 1959 栗毛 フランス                 | Barley Corn                                        | Hyperion         | Hyperion         |
| 父 Djakao 1966 鹿毛 フランス                       | 父の母Diagonale 1959 栗毛 フランス                 | Barley Corn                                        | Schiaparelli     |                  |
| 母 Thessalie 1963 鹿毛 フランス                    | 母の父Sicambre 1948 黒鹿毛 フランス                | Prince Bio                                         | Prince Rose      | Prince Rose      |
| 母 Thessalie 1963 鹿毛 フランス                    | 母の父Sicambre 1948 黒鹿毛 フランス                | Prince Bio                                         | Biologie         |                  |
| 母 Thessalie 1963 鹿毛 フランス                    | 母の父Sicambre 1948 黒鹿毛 フランス                | Sif                                                | Rialto           | Rialto           |
| 母 Thessalie 1963 鹿毛 フランス                    | 母の父Sicambre 1948 黒鹿毛 フランス                | Sif                                                | Suavita          |                  |
| 母 Thessalie 1963 鹿毛 フランス                    | 母の母La Tournelle 1954 鹿毛 フランス              | Tourment                                           | Tourbillon       | Tourbillon       |
| 母 Thessalie 1963 鹿毛 フランス                    | 母の母La Tournelle 1954 鹿毛 フランス              | Tourment                                           | Fragment         |                  |
| 母 Thessalie 1963 鹿毛 フランス                    | 母の母La Tournelle 1954 鹿毛 フランス              | Vatellino                                          | Vatellor         | Vatellor         |
| 母 Thessalie 1963 鹿毛 フランス                    | 母の母La Tournelle 1954 鹿毛 フランス              | Vatellino                                          | Finsbay          |                  |